# 명곡여자중학교
명곡여자중학교(明谷女子中學校)는 대한민국 경상남도 창원시 의창구 명서동에 있는 공립 중학교이다.

## 학교 연혁
- 2005년 1월 12일 : 명곡여자중학교 신설조례 공포(18학급 인가)
- 2005년 3월 1일 : 초대 김성도 교장 취임
- 2005년 3월 5일 : 개교 및 제1회 입학식(입학생 236명)
- 2008년 2월 15일 : 제1회 졸업식(졸업생 237명)
- 2012년 3월 1일 : 선진형 교과교실제 전면 시행
- 2016년 3월 1일 : 구도심학교 르네상스 프로젝트 운영(2016.03.01.~ 2020.02.29.)
- 2020년 1월 1일 : 문화체육관광부지정 ‘예술꽃 새싹학교’ 선정 및 운영(2020.01.01.~ 2022.2.28.)
- 2021년 12월 15일 : 경남교육청 '민주학교(민주나래학교)' 선정
- 2021년 12월 15일 : 경남교육청 '학교 내 대안(꿈키움)교실 운영학교' 선정
- 2022년 3월 1일 : 제7대 김상문 교장 취임
- 2023년 2월 9일 : 제16회 졸업식(졸업생 41명, 누계 2,038명)
- 2023년 3월 2일 : 제19회 입학식(입학생 32명)

## 참고 자료
- 명곡여자중학교 - 한국교육학술정보원 학교알리미